# Friedrich Carl Wilhelm Lemme
Friedrich Carl Wilhelm Lemme (* 18. September 1746 in Braunschweig; † 27. Dezember 1815 ebenda) war ein deutscher Klavierbauer und Organist. Er schuf über 1000 Musikinstrumente und führte mehrere Neuerungen ein.

## Leben
Lemme erhielt die Ausbildung zum Musikinstrumentenbauer bei seinem Vater Georg Wilhelm Lemme. Mit ihm zusammen schuf er bis 1787 ungefähr 800 Tasteninstrumente, an deren Verbesserung er ständig arbeitete. Lemmes Erfindungen im Klavichordbau waren die Verwendung gerader Tasten, doppelter Resonanzböden und der Bau ovaler Instrumente. Gegen Konkurrenten, die ihre Arbeiten verkaufsfördernd als diejenigen Lemmes ausgaben, setzte er sich durch Kennzeichnung seiner Instrumente mit dem „Wappen des Durchlauchtigsten Hauses Braunschweig“ zur Wehr. Lemme wirkte daneben in Braunschweig seit 1771 als Organist an St. Katharinen und seit 1775 an St. Magni. Er stellte unter anderem ovale Instrumente her.
Lemmes Sohn Carl (Charles) Lemme (1769–1832) zog 1799 nach Paris, wo er eine Werkstatt eröffnete. Er verfasste die Nouveau Systeme. NouveUe methode de musique et gamme chromatique, qui abrege le travail et l’etude de la musique; de onze douziemes, on la reduit ä un douziem. Firmin-Didot, Paris 1829.

## Werk
- Anweisung und Regeln zu einer zweckmäßigen Behandlung englischer und teutscher Pianofortes und Klaviere. Karl Reichard, Braunschweig 1802, doi:10.24355/dbbs.084-201205211040-0.

Von Lemme sind vier erhaltene Instrumente bekannt
- Gebundenes Clavichord Signatur: „C. W. Lemme No.19 Fecit Braunschweig 1766“ im Deutschen Museum in München
- Bundfreies Clavichord im Grassi-Museum in Leipzig in einer ovalrunden Form
- Hammerflügel von 1797 im Metropolitan Museum of Art in New York
- Hammerflügel von 1796 (noch spielbar) 2021 erworben durch den Sammler Peter Karsten[3]